# Гай Папирий Карбон (претор 168 года до н. э.)
Гай Папи́рий Карбо́н (лат. Gaius Papirius Carbo; умер после 168 года до н. э.) — римский политический деятель, первый известный истории представитель семьи Папириев Карбонов. Претор 168 года до н. э. Получил в управление Сардинию, но в эту провинцию, по-видимому, так и не попал: по приказу сената он взял на себя полномочия претора по делам иноземцев, так как Луцию Аницию Галлу пришлось ехать в Иллирию.
У Гая Папирия было четверо сыновей: Гай (консул 120 года до н. э.), Гней (консул 113 года до н. э.), Марк и Публий.